# Mistrzostwa Polski w Biegach Narciarskich 2014
Mistrzostwa Polski w Biegach Narciarskich 2014 – zawody w biegach narciarskich o tytuł mistrza Polski, które miały zostać rozegrane w dniach 27 – 30 grudnia 2014 w Zakopanem, lecz zostały odwołane z powodu bardzo złych warunków atmosferycznych. Początkowo mistrzostwa miały odbyć się między 15 a 20 marca 2014 na Kubalonce, jednak z powodu braku śniegu przeniesiono je na koniec grudnia.